# Ronen Bar
Ronen Bar (hebrejsky רונן בר‎; * 24. prosince 1965 Izrael) je ředitelem Šin bet. Ve funkci nahradil svého předchůdce Nadava Argmana, pod nímž od roku 2018 působil jako zástupce ředitele Šin bet. V rámci Šin bet působil na různých pozicích. Operacím, které vedl, a jednotkám, které řídil, byla udělena řada bezpečnostních ocenění.
Dne 21. března 2025 vláda Benjamina Netanjahua jednomyslně Bara odvolala s účinností nejpozději k 10. dubnu. Stal se tak prvním odvolaným ředitelem Šin Bet v historii.

## Životopis
V roce 1983 vstoupil do Izraelských obranných sil (IOS) a sloužil jako bojovník a důstojník v Sajeret Matkal. Mimo jiné se účastnil operace Elem chamudot. Po propuštění z IOS v roce 1987 si otevřel kavárnu v Tel Avivu a v roce 1993 vstoupil do Šin bet.
Získal bakalářský titul v oboru politologie a filozofie na Telavivské univerzitě a magisterský titul v oboru veřejná správa na Harvardově univerzitě (na základě stipendia Wexner Foundation). Hovoří také arabsky.

## Činnost v Šin bet
Svou službu v Šin bet zahájil jako bojovník v operační jednotce a během ní bojoval a velel mnoha operacím v Pásmu Gazy, na Západním břehu Jordánu a v Libanonu. V roce 1998 vedl operaci, při níž jednotka Jamam zabila v Hebronu bratry Adela a Imáda Awadalláha, vůdce vojenského křídla Hamásu. V roce 2010 působil jako instruktor na Vysoké škole národní bezpečnosti.
V roce 2011 byl jmenován vedoucím operačního oddělení Šin bet. V této funkci působil během operace Pilíř obrany a vedl operaci, při níž byl zabit Ahmad Džabarí, úřadující velitel vojenského křídla Hamásu. V roce 2014 vedl pátrací operaci po třech unesených chlapcích a poté vypátral jejich vrahy. Později byl poslán do Mosadu. V roce 2018 byl jmenován zástupcem ředitele Šin bet Nadava Argamana.

### Funkce ředitele
Dne 13. října 2021 nastoupil do funkce ředitele Šin bet.
V březnu 2022 se musel vypořádat s vlnou terorismu, která zahrnovala kombinovaný útok v Beer Ševě, při němž byli zavražděni čtyři civilisté, střelbu v Chadeře, při níž byli zavražděni dva policisté, a střelbu v Bnej Brak, při níž bylo zavražděno pět Izraelců.
V srpnu 2022 řídil činnost Šin bet v rámci izraelsko-palestinských střetů, včetně cíleného zabití Tajsíra Dzabarího, velitele severní brigády Palestinského islámského džihádu v Pásmu Gazy.
V srpnu 2024 varoval, že židovský terorismus vedený radikálními izraelskými osadníky na Západním břehu Jordánu způsobuje Izraeli „nepopsatelné škody“ a může „vést ke krveprolití“. Bar dále uvedl, že dalším rizikem pro Izrael jsou opakované návštěvy v té době předsedy krajně pravicové koaliční strany Židovská síla a ministra národní bezpečnosti Itamara Ben Gvira na Chrámové hoře v Jeruzalémě, kde jeho radikální příznivci porušovali zákonem stanovené náboženské status quo.
Během výkonu funkce ředitele Šin bet provedl v říjnu 2023 Hamás rozsáhlý útok na Izrael, který zahájil válku. Nezabránění útoku se stalo předmětem sporu mezi ním a předsedou vlády Benjaminem Netanjahuem (Likud), přičemž se oba obviňovali, že podcenili zpravodajské informace o možném útoku Hamásu. Bar později v návaznosti na zjištění vlastního vyšetřování zpravodajské služby přijal plnou odpovědnost za selhání Šin bet. Nicméně uvedl, že Hamás mohl růst i díky politice izraelské vlády. Podporoval také zřízení státní vyšetřovací komise k útoku Hamásu, což vláda odmítala. Bar byl součástí izraelské vyjednávací delegace v jednáních o příměří ve válce. Veřejně podporoval přijetí rychlého příměří výměnou za propuštění rukojmí, což bylo v rozporu s vyjádřeními vlády. Po dosažení dočasného příměří v lednu 2025 byl Bar z delegace odvolán. Netanjahu ho později v této souvislosti označil za „měkkého“ a „nedostatečně agresivního“.
V březnu 2025 Netanjahu oznámil, že jeho vláda Bara odvolá pro ztrátu důvěry. Sám Bar však uvedl, že premiér očekával osobní loajalitu, která je nezákonná. Tajná služba se navíc v téže době zabývala možnými vazbami několika Netanjahuových spolupracovníků s Katarem (tzv. katarskou kauzou). To například opoziční strany označily za skutečný důvod odvolání. Dne 21. března 2025 vláda jednomyslně Bara odvolala s účinností nejpozději k 10. dubnu. Stal se tak prvním odvolaným ředitelem Šin bet v historii. Bar obvinění a zdůvodnění uvedená premiérem zpochybnil. Již po oznámení záměru Barova rychlého odvolání varovala generální prokurátorka Gali Baharav-Miara předsedu vlády, že porušuje zákonný postup odvolání. Netanjahu toto varování ignoroval. Barovo odvolání bylo v den schválení pozastaveno Nejvyšším soudem, který se jím začal zabývat. Při svém výslechu uvedl, že premiér Netanjahu po něm požadoval sledování izraelských demonstrantů tajnou službou, narušení soudního procesu v jeho korupční kauze či závazek osobní loajality. Poté, co to Bar odmítl, byl odvolán.
Izraelský nejvyšší soud v květnu 2025 dospěl k závěru, že březnové rozhodnutí vlády odvolat Bara bylo protizákonné. Soud nicméně nevydal žádné opatření, protože Bar již 28. dubna oznámil, že v polovině června rezignuje, a vláda o den později své rozhodnutí o odvolání zrušila.

## Osobní život
Je ženatý s Dafnou, sestrou podnikatele Šaje Agasiho. Seznámili se v kavárně, kterou vlastnil a kde pracovala jako servírka. Mají spolu tři děti a žijí v Hod ha-Šaron. Jeho žena pracovala jako viceprezidentka pro marketing ve společnostech Golan Telecom a Better Place.